# Maurice Thorez
Maurice Thorez (28. dubna 1900, Noyelles-Godault, Francie – 11. července 1964 na Černém moři) byl francouzský politik a dlouhodobý vůdce francouzské komunistické strany (PCF) od roku 1930 až do své smrti. V letech 1946–1947 byl místopředsedou vlády.

## Životopis
Maurice Thorez se narodil v Noyelles-Godault, ve dvanácti letech se stal horníkem. V roce 1919 vstoupil do socialistické strany, brzy poté však vstoupil do komunistické strany a byl několikrát uvězněn pro politické aktivity.

V roce 1923 se Thorez stal stranickým sekretářem. Byl podporován sovětským vůdcem Josifem Stalinem, díky čemuž se z Thoreze stal neochvějný stalinista. 

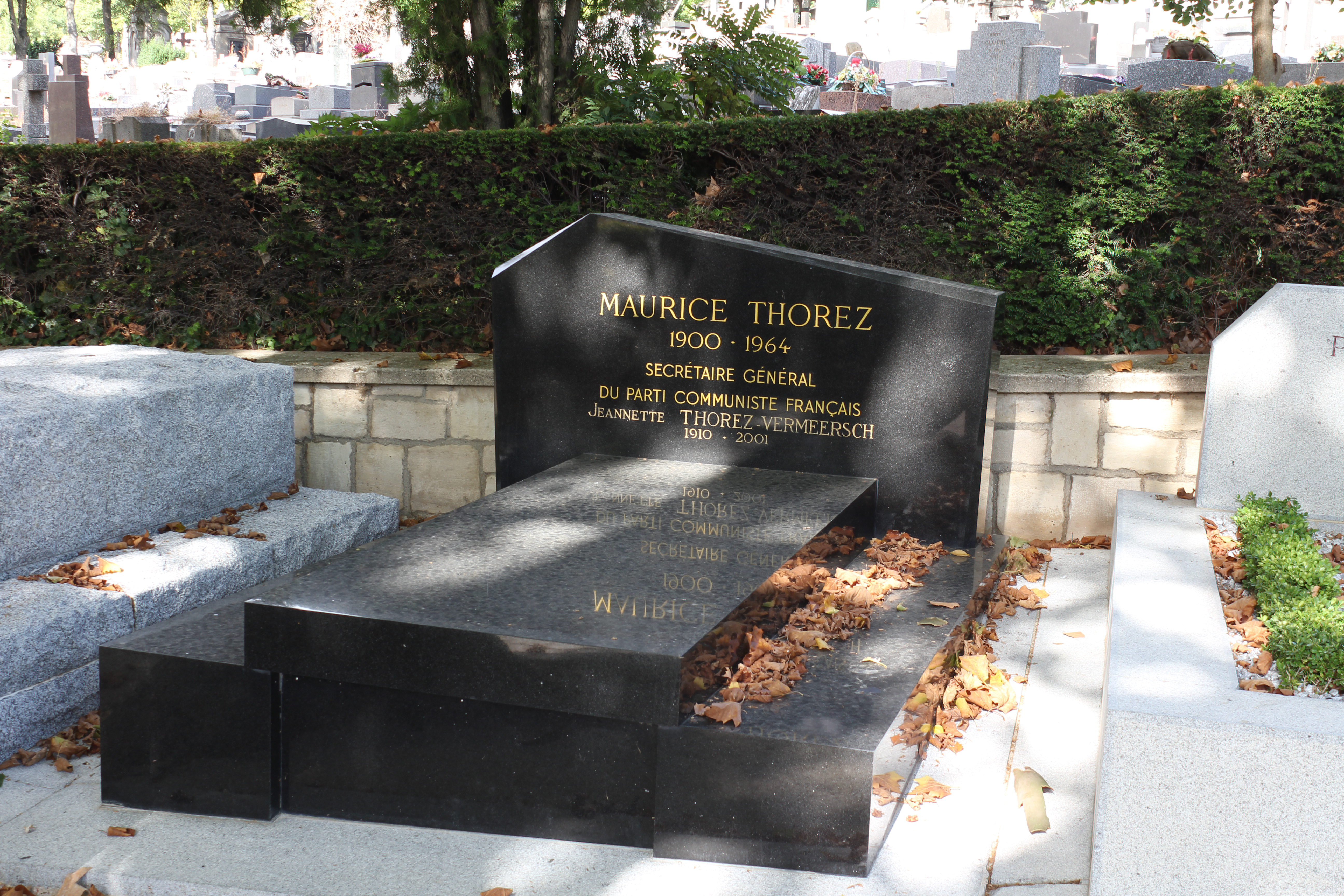
Thorezův hrob na Père Lachaise

V roce 1932 se seznámil s Jeannette Vermeersch, s níž měl tři syny.
Thorez byl v letech 1932 a 1936 zvolen poslancem. V roce 1934 se podílel na vytvoření Lidové fronty, spojenectví mezi komunisty, socialisty a radikály. Tato fronta zvítězila ve volbách roku 1936. S podporou Thoreze se Léon Blum stal předsedou vlády lidové fronty a prosazoval sociální zákonodárství.
Roku 1939 byla komunistická strana zakázána a mnoho členů strany bylo internováno. Thorez ještě před zákazem ze strany vystoupil. Brzy poté vstoupil do armády, ale dezertoval a uprchl do Sovětského svazu. Za dezerci byl v nepřítomnosti odsouzen k trestu smrti.
Když v roce 1944 osvobodil Charles de Gaulle s Forces Françaises Libres Francii, dostal Thorez milost. Po ukončení druhé světové války a znovuobnovení komunistické strany se stal jejím předsedou.
Thorez byl znovu zvolen do poslanecké sněmovny a roku 1946 se stal místopředsedou francouzské vlády.
V roce 1950 dostal Thorez mrtvici, z níž se léčil až do roku 1953 v Sovětském svazu. Během jeho nepřítomnosti byla strana řízena jeho spojencem Jacquesem Duclosem, který rozdrtil Thorezova oponenta André Martyho.
Roku 1964 Maurice Thorez zemřel při převozu na lodi na Černém moři. Je pohřben na hřbitově Père Lachaise. V roce 1964 bylo na jeho počest město Čisťakovo (Čysťakove) přejmenováno na „Torez“.